# Canal 26 (Argentina)
Canal 26 Noticias es un canal de televisión abierta argentino, que basa su programación en noticieros y programas de actualidad. Fue lanzado el 1 de abril de 1996, es propiedad de Telecentro.

## Historia

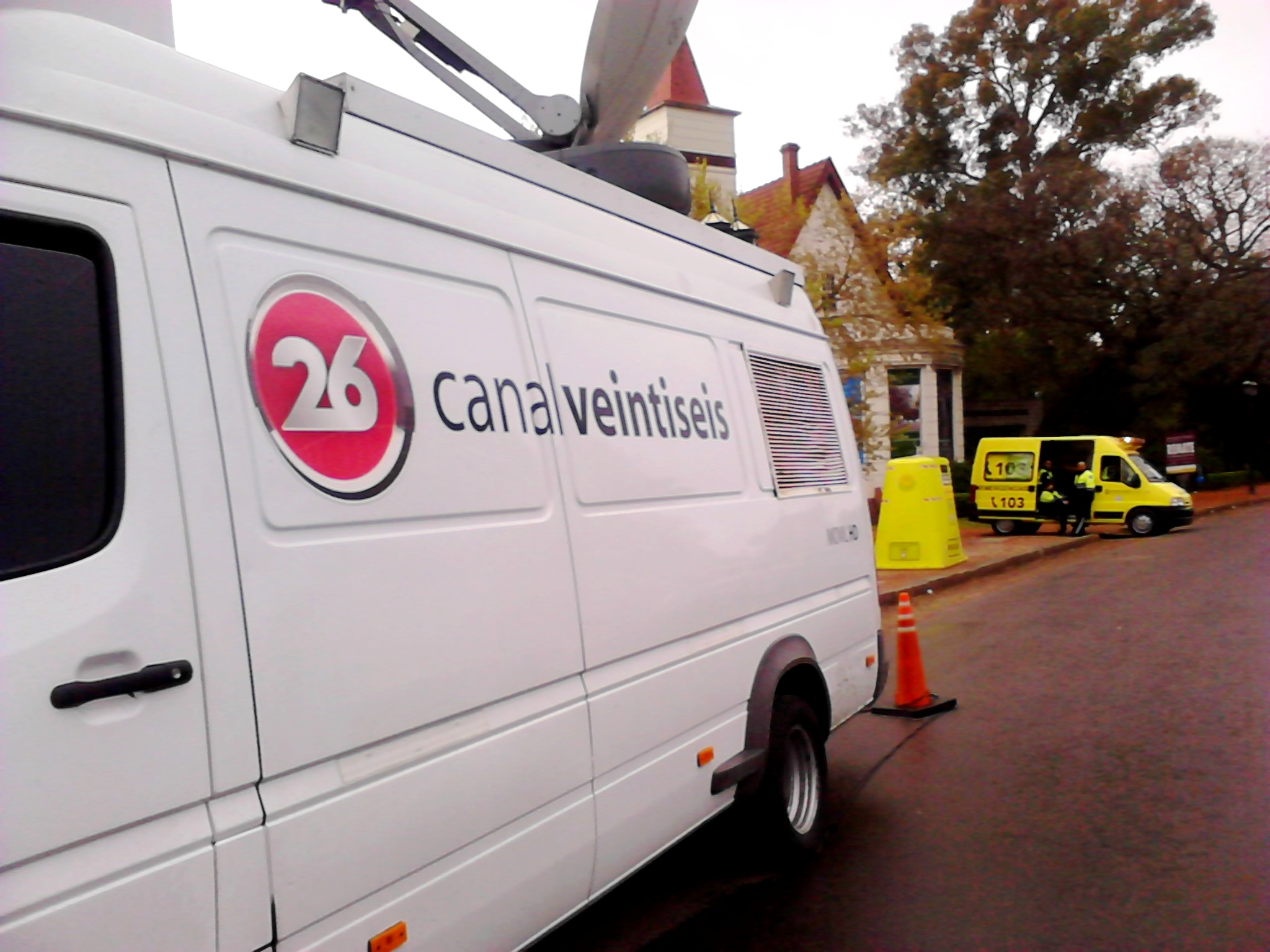
Móvil de Canal 26 en el barrio de Palermo, Buenos Aires, 2013.

El canal comenzó sus emisiones el 1 de abril de 1996 en la frecuencia 26 UHF de San Justo (provincia de Buenos Aires), de donde surge su nombre. En zonas cercanas a su planta de transmisión era posible captar su señal analógica. Pertenece al grupo Telecentro, del expresidente de la Cámara de Diputados argentina, Alberto Pierri. Su centro emisor (Switcher Master) se encuentra en San Justo, partido de La Matanza, del Gran Buenos Aires, aunque la señal de aire se emite desde la planta transmisora de la Torre Espacial, en el Parque de la Ciudad. Algunos programas se hacen en estudios alquilados en la Capital Federal. El concepto original de la señal era ser el sexto canal de aire, y además de noticieros y programas periodísticos emitía programas de interés general, concursos, musicales así como telenovelas y películas enlatadas. Aunque con el correr de los años este concepto fue cambiado por el de señal de noticias eliminando todo lo que no es periodístico.
Creó en 2005 un diario digital con información constantemente actualizada que se complementa con los contenidos del canal, en Telemax y Radio Latina. En 2012 el sitio cambió su nombre a Diario26.com.ar. Tras un proceso de reestructuración en el diario digital de la empresa trabajan tres personas y dejó de tener cobertura las 24 horas.
Desde el 10 de noviembre de 2011, luego de más de 15 años, Canal 26 cesó su transmisión por aire en forma analógica en el canal 26 de UHF (frecuencia 545 MHz, solo AMBA) para pasar a transmitir en forma digital a través de la norma ISDB-Tb que el Gobierno adoptó para las transmisiones de televisión digital terrestre. Al mantenerse en la misma frecuencia, Canal 26 se convirtió en el primer canal argentino en realizar el «apagón analógico».
Desde el 20 de noviembre de 2011 está disponible la señal de Canal 26 en la TDA, compartiendo la frecuencia con el canal Telemax.
Durante 2011, se compraron equipos nuevos para renovar el 100% del equipamiento de los estudios centrales, incorporando cámaras y switcher Sony, monitores Samsung Broadcast, micrófonos Senheiser, playout XV-Tech Squid, consolas de audio de última generación y procesamiento Harris. La más reciente incorporación fue un generador de caracteres Vizrt 3D, instalado en 2016.
El 1 de octubre de 2012, el canal comenzó a emitir en alta definición en el canal virtual 26.1 de la TDT de Buenos Aires, también disponible en Telecentro. De acuerdo a legislación vigente, en el subcanal 26.2 se deberá emitir Construir TV del gremio UOCRA una vez completado el plan técnico de frecuencias y el ordenamiento del espectro por parte de la autoridad de aplicación.
En noviembre de 2010, Canal 26 era segundo en audiencia entre los canales de televisión paga en las mañanas. En abril de 2012, el canal bajó al tercer lugar. Desde entonces con la gestión de Federico Bisutti, comenzada a mediados de ese año, como gerente de contenidos el 26 empezó a caer en las mediciones de audiencia de Ibope. En 2016 fue habitualmente el quinto canal de noticias en audiencia.
En 2016 Canal 26 vivió una profunda crisis con despidos y retiros voluntarios forzados que incluyeron a los conductores Antonio Fernández Llorente, Martín Montesanto, Lorena Duarte, Viviana Vallés, Martín Paldrok, Mauricio Conti, Leandro Martínez, Florencia Ghio, Carla Rebello y Juan Pablo Zanotto. La situación generó protestas que incluso salieron en vivo al aire.
El 15 de julio de 2017, Canal 26 comenzó a emitir al nivel nacional por TDA, reemplazando a Rock and Pop Se Ve.

## Logotipos

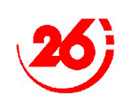
2005-2009
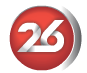
2009-2011
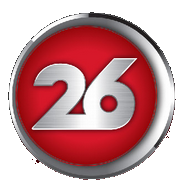
2011-2018
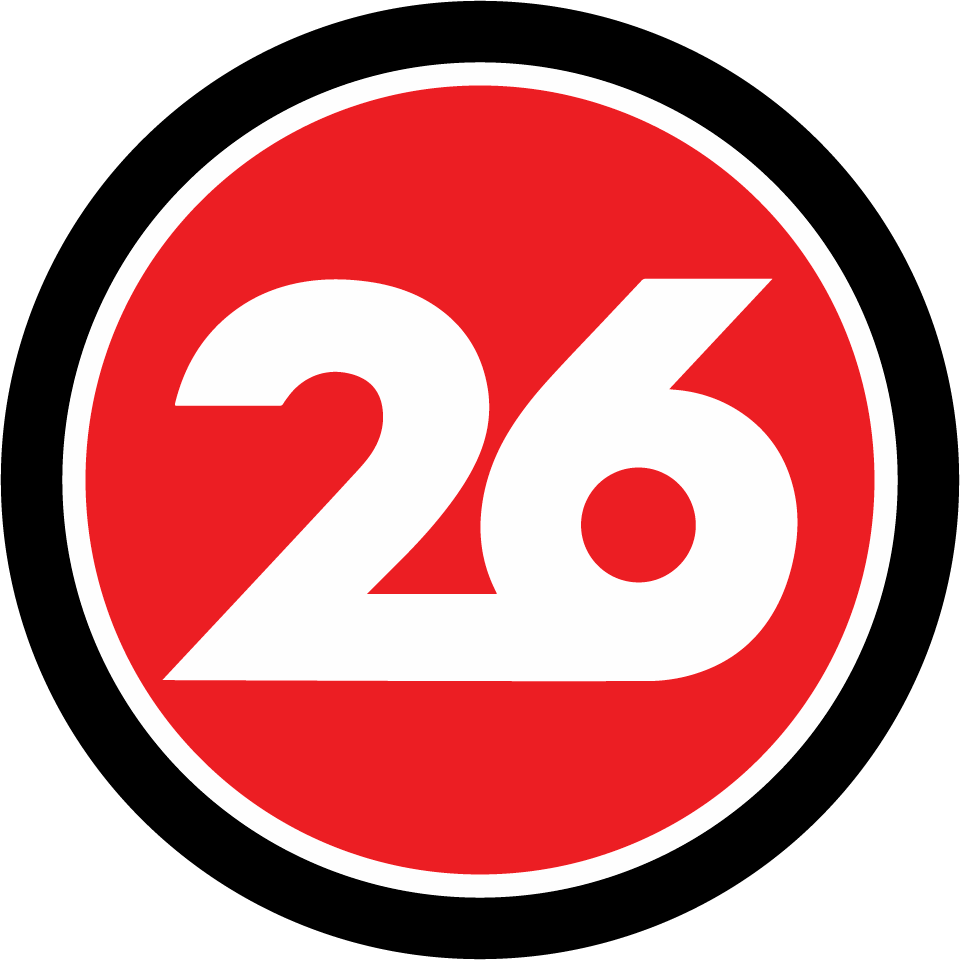
2018-2022
Desde 2022